# وي وورك
وي وورك (بالإنجليزية: WeWork)‏ (رسميا "The We Company") هي شركة اميركية للعقارات التجارية الشركة التي توفر مساحات العمل المشتركة للشركات الناشئة التكنولوجية والخدمات لشركات أخرى. تأسست في عام 2010، ومقرها في مدينة نيويورك. اعتبارًا من عام 2018، تمكنت وي وورك من إدارة أكثر من 4 ملايين متر مربع.
تقوم وي وورك بتصميم وبناء مساحات مشتركة وخدمات افتراضية  وخدمات مكتبية لأصحاب المشاريع والشركات. في وقت واحد، كان لدى وي وورك أكثر من 5000 موظف في أكثر من 280 موقعًا، موزعة على 86 مدينة في 32 دولة.   في يناير 2019، أعلنت الشركة أنها سوف تعيد تسمية العلامة التجارية لشركة The We Company ،  وتم تقييم قيمتها بـ 47 مليار دولار. لاحظت صحيفة وول ستريت جورنال أنه عند إصدار نشرة الإصدار العام في أغسطس 2019، كانت الشركة «محاصرة بالنقد بشأن أسلوب الإدارة، ونموذج الأعمال، والقدرة على جني الأرباح». وقد فقدت وي وورك أكثر من ملياري دولار في عام 2018.
بعد تصاعد الضغوط من المستثمرين بناءً على الإفصاحات التي تم تقديمها في ملف S-1 ، استقال مؤسس الشركة آدم نيومان من منصبه كرئيس تنفيذي وتخلّى عن السيطرة على التصويت بالأغلبية في وي وورك اعتبارًا من 26 سبتمبر 2019. أرجأت وي وورك أيضًا إدراجها في سوق الأوراق المالية المخطط لها حتى نهاية عام 2019 وسط مخاوف المستثمرين المتزايدة بشأن حوكمة الشركات وتقييمها وتوقعاتها تجاه الأعمال.
في 30 أيلول (سبتمبر) 2019، سحبت وي وورك رسميًا ملف S-1 وستؤجل الاكتتاب العام. يبلغ التقييم العام المعلن للشركة حاليًا حوالي 10 مليارات دولار،  أقل من 12.8 مليار دولار التي جمعتها منذ عام 2010. في أكتوبر 2019، ذكرت صحيفة وول ستريت جورنال أن نيومان سيحصل على ما يقرب من 1.7 مليار دولار من سوفت بنك مقابل تنحية من مجلس إدراة وي وورك وقطع معظم علاقاته مع الشركة. وفقًا لائتلاف WeWorkers ، سيتم الاحتفاظ به كمستشار براتب سنوي قدره 46 مليون دولار.  وصفت صحيفة نيويورك تايمز مجهود الشركة الفاشل للتعبير عن الاضطرابات العامة وما يتصل بها، أنه «انفجار داخلي لا مثيل له في تاريخ الشركات الناشئة»، والذي يعزى إلى فترة نيومان المشكوك فيها والأموال السهلة التي سبق أن قدمها له سوفت بنك، بواسطة ماسايوشي سون.

## التاريخ والتمويل

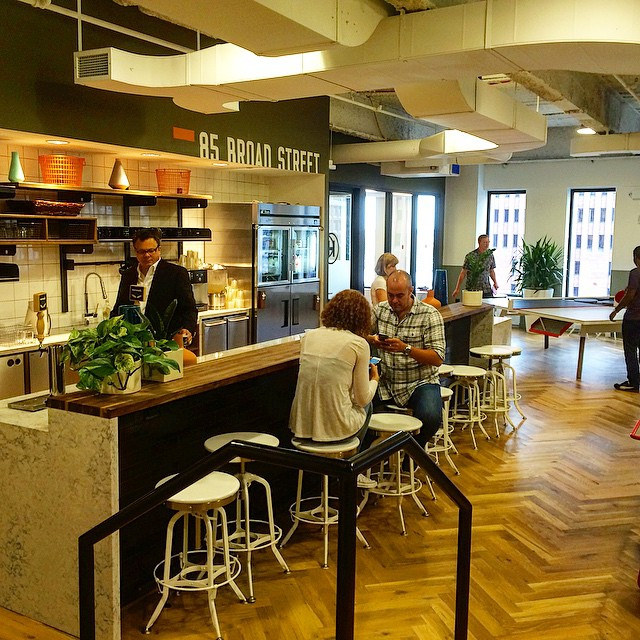
منطقة المطبخ في مساحة وي وورك في نيويورك.

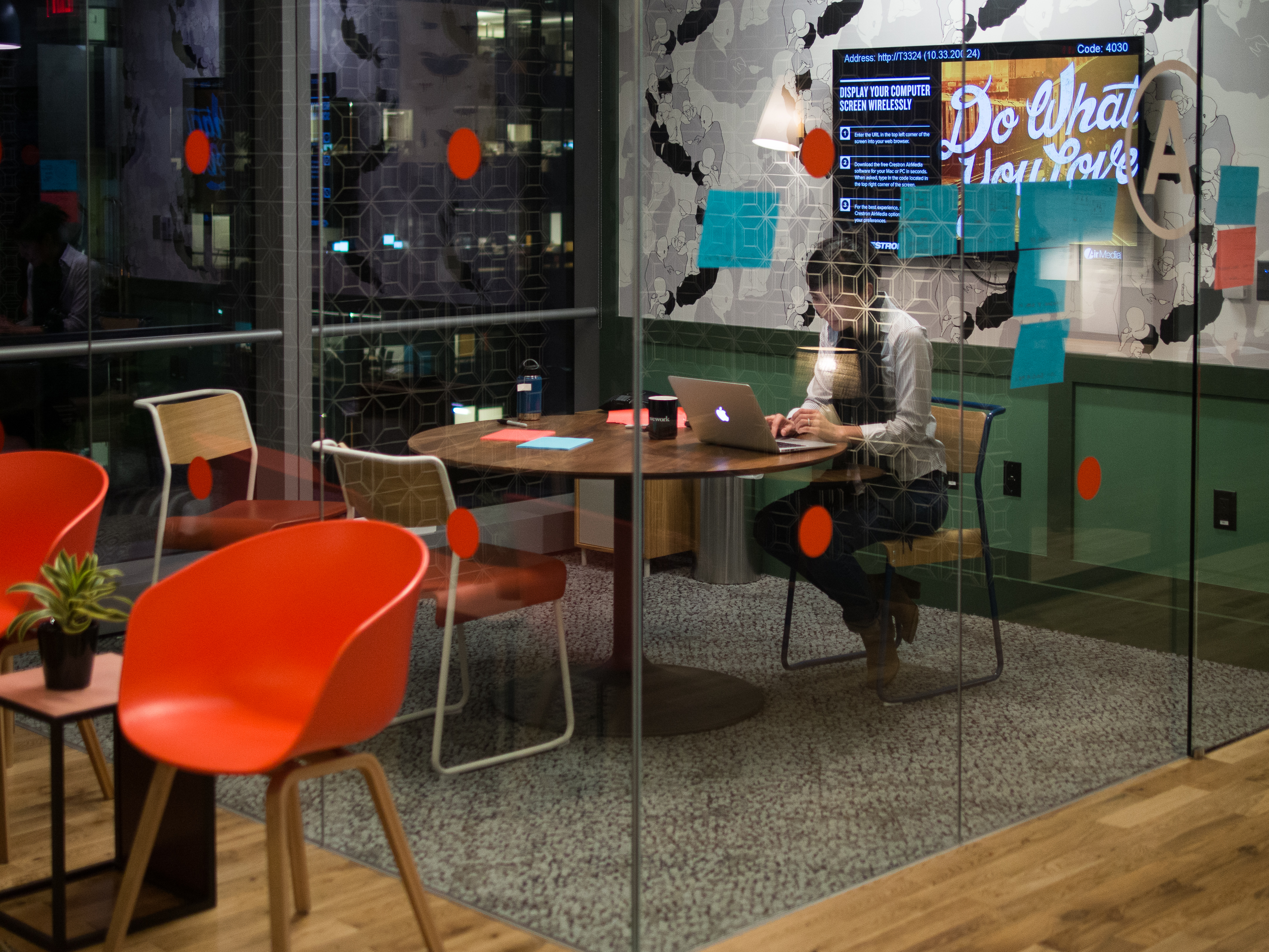
قاعات المؤتمرات في مساحة وي وورك في سان فرانسيسكو.

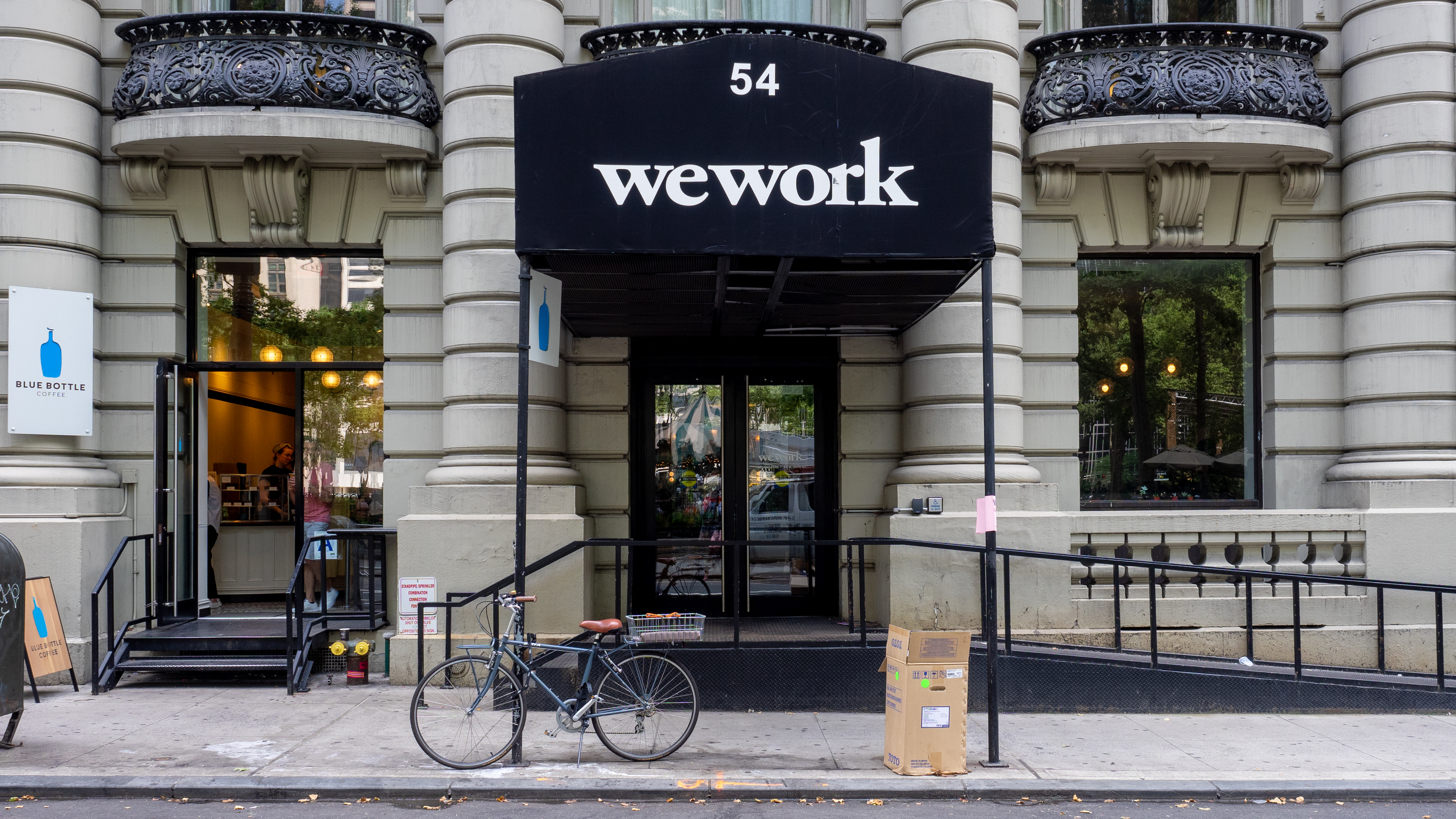
مدخل ذو علامة تجارية إلى مكتب وي وورك في مانهاتن.

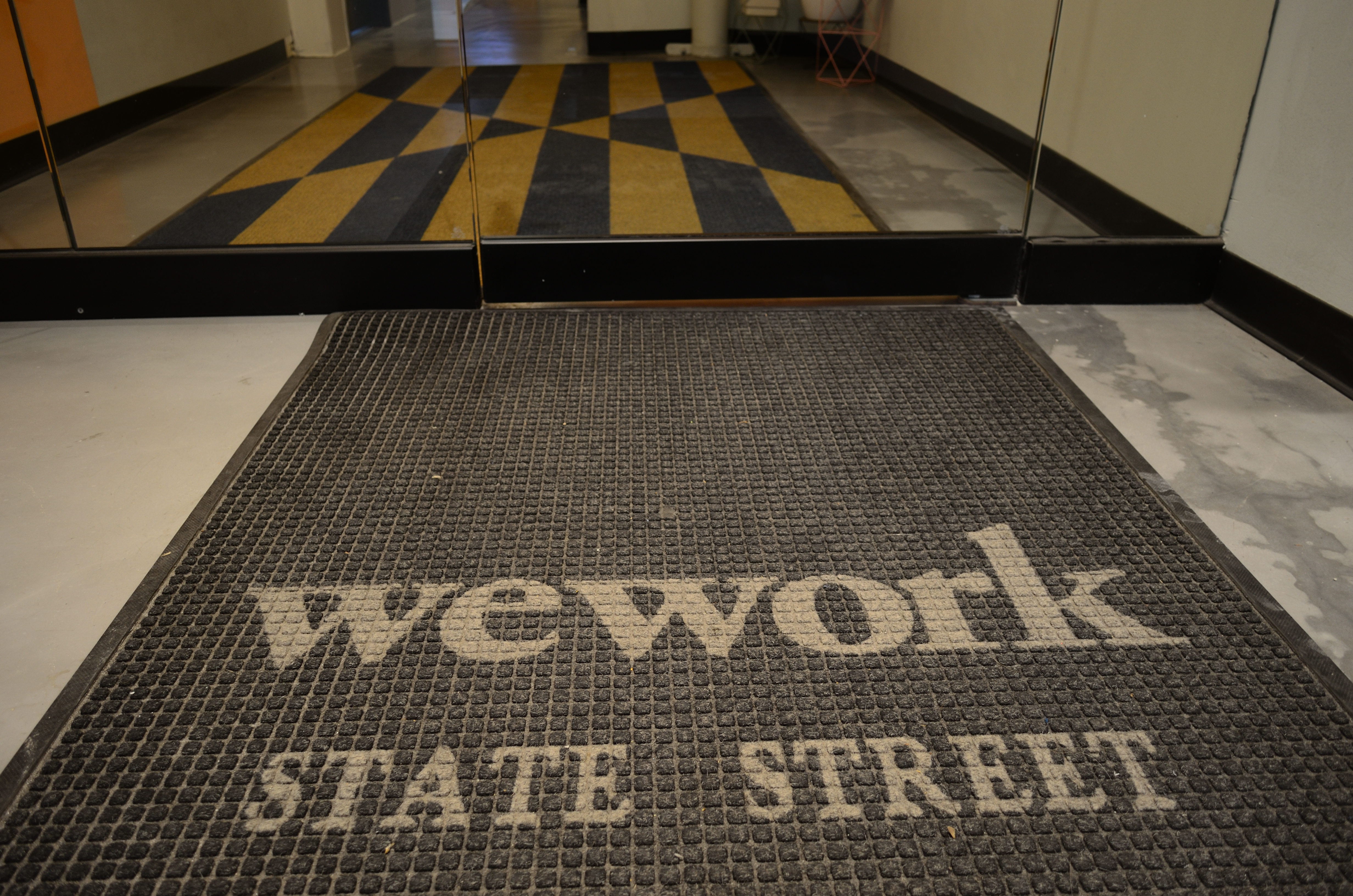
مدخل وي وورك في وسط مدينة شيكاغو

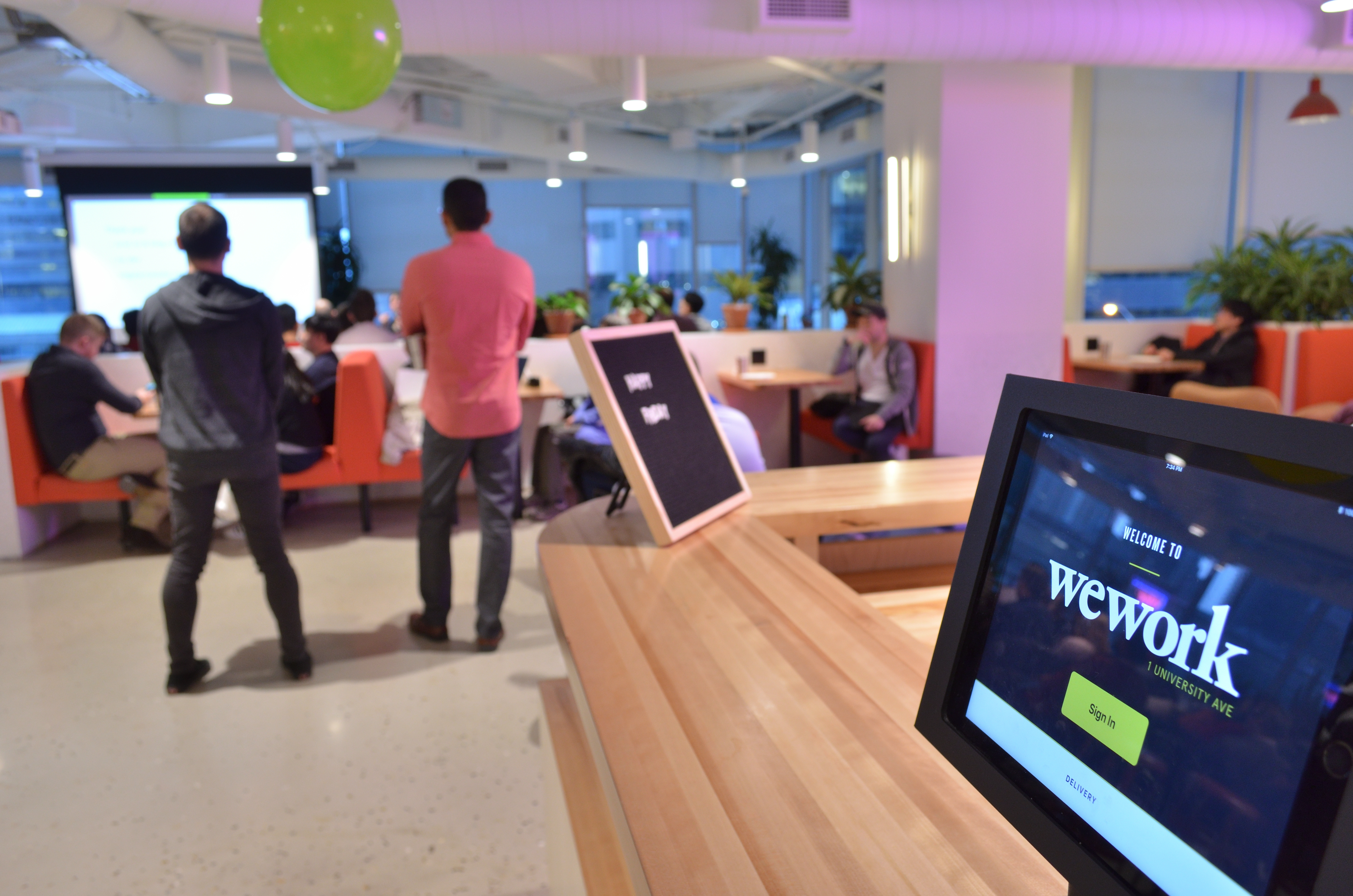
الحدث الذي عقد في وي وورك تورونتو

في مايو 2008، الإسرائيلي -born آدم نيومان ولدت الأمريكي ميغيل ماكيلفي أنشئت GreenDesk، وهو «ساحة للعمل الجماعي صديقة للبيئة» في بروكلين.  في عام 2010، باع نيومان وماكلفي الأعمال وبدأوا WeWork مع موقعها الأول في حي SoHo في نيويورك بتمويل جزئي من مطور العقارات في مانهاتن جويل شرايبر الذي اشترى حصة 33 في المائة في الشركة مقابل 15 مليون دولار. بحلول عام 2014، كانت وي وورك تعتبر «المستأجر الأسرع نمواً في المساحات المكتبية الجديدة في نيويورك» وكانت على الطريق الصحيح لتصبح «المُستأجر الأسرع نمواً في المساحات الجديدة في أمريكا». وقال نيومان لصحيفة نيويورك ديلي نيوز «خلال الأزمات الاقتصادية، كانت هناك هذه المباني الفارغة وهؤلاء الأشخاص يعملون لحسابهم الخاص أو يؤسسون شركات». «كنت أعرف أن هناك طريقة للتوفيق بين الاثنين. ما يفصلنا، مع ذلك، هو المجتمع.»
قام أعضاء وي وورك بتضمين شركات ناشئة مثل Consumr و Coupon Follow و Fitocracy و HackHands و New York Tech Meetup وريديت و Turf و Whole Whale. وفي عام 2011، قامت بيبسيكو بتعيين عدد قليل من الموظفين في سوهو (نيويورك) وي وورك، الذين عملوا كمستشارين للشركات الأصغر في وي وورك.  تم افتتاح أول مختبرات وي وورك في سوهو في نيويورك في أبريل 2011. تعمل مختبرات وي وورك كحاضنة لبدء التشغيل، حيث توفر مساحة عمل مفتوحة بهدف تشجيع التعاون بين الأعضاء الذين «ليس لديهم أفكار تجارية مطبوخة بالكامل».
كان من بين مستثمري وي وورك في عام 2014، جي بي مورغان تشيس و T. Rowe Price Associates و Wellington Management وغولدمان ساكس و Harvard Corp. و Benchmark ومورتيمر زوكرمان، الرئيس التنفيذي السابق لشركة Boston Properties .  اعتبارًا من يناير 2015، كان لدى الشركة 51 موقعًا للعمل في جميع أنحاء الولايات المتحدة وأوروبا وإسرائيل - أي ضعف عدد مواقعها في نهاية عام 2014  مع خطط للتوسع للوصول إلى كل قارة (باستثناء القارة القطبية الجنوبية) بحلول عام 2017.  في 1 يونيو 2015، أعلنت الشركة أن Artie Minson ، المدير المالي السابق لشركة تايم وورنر كيبل، سينضم إلى الشركة كرئيس ورئيس تنفيذي للعمليات. حصلت وي وورك على لقب «الشركات الأكثر ابتكارًا» لعام 2015 من قبل مجلة فاست كومباني.

### 2016
في يناير 2016، تم اختيار وي وورك من قبل مجلة Fortune كواحدة من حيداتهم الثلاثة للمراهنة. في هذا الوقت، كان تقييم الشركة 10 مليارات دولار.
تم الإعلان في 9 مارس 2016، عن قيام وي وورك بجمع 430 مليون دولار في جولة جديدة من التمويل من Legend Holdings و Hony Capital ، مما قيم الشركة بمبلغ 16 مليار دولار. في أكتوبر 2016، جمعت الشركة 1.7 مليار دولار من رأس المال الخاص. في أكتوبر 2016، أعلنت الشركة عن خططها لفتح موقع رابع في منطقة كامبريدج / بوسطن.و افتتحت مكاتبها في حي بوسطن للجلود وفورت بوينت في عام 2014 ولديها خطط لإنشاء مكتب أكبر في خليج باك. سيكون مكتب كامبريدج الأول في «سنترال سكوير» ويتسع لـ 550 مكتب. 

### 2017
في 30 كانون الثاني (يناير) 2017، ذكرت صحيفة وول ستريت جورنال : "تقوم مجموعة سوفت بنك.
بتقييم استثمارات تفوق قيمتها مليار دولار في شركة الفضاء المشتركة وي وورك. فيما يمكن أن يكون من بين أولى الصفقات من التكنولوجيا الجديدة التي تبلغ تكلفتها 100 مليار دولار. الأموال." في أبريل 2017، أطلقت الشركة متجراً عبر الإنترنت للخدمات والبرامج لأعضائها. بدأت الشركة أيضًا في تقديم دروس اللياقة البدنية في عدد من مواقعها وتفتح صالة رياضية في موقع في نيويورك.
في يوليو 2017، بعد جولة استثمارية بلغت قيمة الشركة 20 مليار دولار. في وقت لاحق من ذلك الشهر، تم الإعلان عن أن وي وورك ستتوسع بشكل كبير في الصين، مع استثمار 500 مليون دولار أمريكي من قبل سوفت بنك وهوني كابيتال  ومقرضين آخرين لتشكيل كيان مستقل يسمى وي وورك الصين. في سبتمبر 2017، توسعت وي وورك إلى جنوب شرق آسيا من خلال الاستحواذ على SpaceMob ومقرها سنغافورة، وخصصت ميزانية قدرها 500 مليون دولار لتنمو في جنوب شرق آسيا. أعلى منافس للشركة في الصين هوUcommune ، والتي تقدر قيمتها حاليا في 1800000000 $، مما يجعلها الشكرة الصينية الوحيدة المليارية المتخصصة في مكاتب العمل المشتركة.
في أواخر أكتوبر 2017، اشترت وي وورك مبنى اللورد وتايلور في فيفث أفنيو في مانهاتن من شركة خليج هدسون، مقابل 850 مليون دولار. تشمل الصفقة أيضًا استخدام أرضيات لبعض المتاجر الكبرى المملوكة لشركة HBC في ألمانيا ونيويورك وتورونتو وفانكوفر كمساحات عمل مكتبية مشتركة لشركة وي وورك. تم الانتهاء من عملية البيع رسميًا في فبراير 2019، حيث تم إغلاق متجر Lord & Taylor الرئيسي داخل المبنى تمامًا.

### 2018
في يناير 2018، تمكن الطلاب الذين يتلقون دورات جامعية عبر الإنترنت من جامعة 2U من الوصول إلى المساحات المشتركة وقاعات الاجتماعات في وي وورك.
في مارس 2018، أشارت ملفات SEC إلى أن وي وورك جمعت أكثر من 400 مليون دولار إلى جانب صندوق الأسهم الخاصة The Rhone Group لبدء صندوق لشراء العقارات مباشرة. في أبريل، المستندات التي قدمتها الشركة مرتبطة بخطة لجمع 500 مليون دولار من خلال إصدار السندات ذات العائد المرتفع أظهرت أن إيرادات الشركة ارتفعت في عام 2017.
في يوليو 2018، منعت الشركة الموظفين من الإنافق على الوجبات التي تحتوي على لحم الخنزير أو الدواجن أو اللحوم الحمراء. كما أعلنت الشركة أنها لن توفر اللحوم للمناسبات في مواقعها ولن تسمح باللحوم في أكشاك الطعام ذاتية الخدمة في مواقعها. تم نشر هذه السياسة لتشمل الموظفين على مستوى العالم. 
في يوليو 2018، أغلقت expensing جولة تمويل بقيمة 500 مليون دولار تهدف إلى توسيع أعمالها في الصين وتقييم الشركة التابعة للشركة بمبلغ 5 مليارات دولار. في نوفمبر 2018، حصلت الشركة على تمويل إضافي بقيمة 3 مليارات دولار من سوفت بنك في مقابل أمر يمكّنها من شراء أسهم وي وورك جديدة بحلول نهاية سبتمبر 2019.
ذكرت صحيفة وول ستريت جورنال أن نيومان تتمتع بالطيران على الطائرات الخاصة، وفي عام 2018 اشترت الشركة واحدة بأكثر من 60 مليون دولار.

### 2019
في يناير 2019، قررت الشركة تغيير الاسم القانوني لشركة وي وورك إلى وي كومباني، ووفقًا لملف S-1 لشهر أغسطس 2019، دفعت الشركة 5.9 مليون دولار لترخيص الاسم من كيان يسمى We Holdings يملكه Adam Neumann ومؤسسي وي وورك.  في أوائل سبتمبر 2019، أعاد نيومان مبلغ 5.9 مليون دولار لشركة وي كومباني لاستخدام الشركة، وستحتفظ الشركة بجميع حقوق العلامات التجارية للعلامات التجارية العائلية «وي».
في يناير 2019، حصلت وي وورك على ملياري دولار إضافية من مجموعة سوفت بنك. وقد نظرت في استثمار ما يصل إلى 16 مليار دولار ولكن خطط لتقليص حجمها حيث تعاملت مع الاضطرابات في الأسواق المالية ومعارضة شركاء الاستثمار.
في أواخر يناير 2019، أعلنت وي وورك أنها ستنتقل إلى طابقين من مبنى في مرتفعات تامبا في عام 2020 كجزء من توسعها في تامبا.
في 29 أبريل 2019، قدمت وي وورك طلبًا سريًا للقيام بـالاكتتاب العام. في 18 تموز (يوليو) 2019، ذكرت صحيفة وول ستريت جورنال أن آدم نيومان قام بتصفية 700 مليون دولار من أسهم وي وورك قبل الاكتتاب العام الأولي. كانت الشركة تتطلع إلى جمع أكثر من 3.5 مليار دولار نتيجة الاكتتاب العام الأولي.
في أغسطس 2019، قدمت The We Company أوراقًا S-1 لعرضها على العامة. أبرزت التغطية الإعلامية الخسائر الفادحة للشركة التي كشفت عنها إفصاحات ملفات S-1،  حين عبر المحللون عن قلقهم من قدرة وي وورك على أن تصبح مربحة مستقبلا. كتب المحللون الذين ينشرون على شبكة أبحاث الاستثمار Smartkarma : «لا يمكننا حتى أن نفهم التشويهات التي ستكون ضرورية لتوضيح طريق إلى الربحية هنا»، وأشاروا إلى أنهم لم يتوقعوا أن تتجاوز قيمة الشركة 20 مليار دولار. 
في 4 سبتمبر 2019، أضافت وي وورك أول مديرة لها، أستاذة كلية هارفارد للأعمال ، فرانسيس فري، إلى مجلس إدارة الشركة. 
في 17 سبتمبر 2019، قررت شركة وي كومباني، الشركة الأم لشركة وي وورك، تأجيل الاكتتاب العام الأولي حتى نهاية عام 2019. في بيان مُعد، قالت الشركة «تتطلع الشركة إلى الاكتتاب العام المقبل، الذي نتوقع الانتهاء منه بحلول نهاية العام»   أثارت نشرة الشركة انتقادات شديدة لقيادتها متمثلة بآدم نيومان، ونموذج أعمالها، وخسائرها الفادحة.  
في 24 سبتمبر 2019، طرحت وي وورك جلف ستريم G650 للبيع. وقال النقاد إن الطائرة أصبحت «علامة حمراء في الفترة التي سبقت الاكتتاب العام الأولي للشركة» وأحدثت مشاكل إدراكية مع الموظفين الذين لم يتلقوا مكافآت أو زيادة.
وفقًا لتقرير صادر في 27 سبتمبر 2019 في Fortune ، تتطلع وي وورك إلى تجريد وبيع ثلاثة شركات تم الحصول عليها في السنوات الأخيرة. الشركات الثلاث هي Conductor ، وهي شركة SaaS SEO للتسويق. يديرها Q ، منصة لإدارة المكاتب؛ وميتوب. وتتطلع الشركة أيضًا إلى تسريح ما بين 2000 إلى 3000 شخص لتقليل التكاليف. وذكر التقرير أيضًا أنه سيتم السماح لما يقرب من 20 من الأصدقاء وأفراد العائلة لفترة طويلة بالخروج من الشركة.
في أكتوبر 2019، أعلنت وي وورك عن افتتاح مواقع جديدة للعمل المشترك في سنغافورة ومانيلا. أيضًا في أكتوبر 2019، تخلت وي وورك عن خطط لفتح مكتب في برج الفولاذ الأمريكي في وسط مدينة بيتسبيرغ. كانت الشركة تخطط لبناء ما يصل إلى 105000 قدم مربع في المبنى.
في 14 أكتوبر 2019، أفادت سي أن بي سي أن وي وورك حذرت العملاء مؤخرًا من أن حوالي 1600 وحدة هاتف في بعض مكاتبها في كندا والولايات المتحدة ملوثة بالفورمالديهايد. وقالت الشركة إنه من المحتمل أن يتم إخراج 700 كشك للهواتف من الخدمة كإجراء احترازي. هذا الموقف لفت انتباه الشركة بعد أن أبلغ بعض الأعضاء عن تهيج العين ورائحة قوية.
في 6 نوفمبر 2019، أبلغت سوفت بنك عن شطب 9.2 مليار دولار من استثماراتها في وي وورك. هذا المبلغ يمثل حوالي 90 في المائة من استثمارات سوفت بنك البالغة 10.3 مليار دولار المستثمرة في وي وورك خلال السنوات القليلة الماضية.

#### التغييرات في حوكمة الشركات
في 13 سبتمبر 2019، أعلنا الشركة عن تغييرات في حوكمة الشركة لتشمل قدرة مجلس الإدارة على اختيار أي مدير تنفيذي جديد وعدم وجود أعضاء أسرة الرئيس التنفيذي لشركة آدم نيومان على متنها. وافق نيومان أيضًا على تحويل أي أرباح من صفقاته العقارية مع الشركة إلى وي كومباني. في 20 سبتمبر، تم إعلان أن ويندي سيلفرشتاين، الرئيس المشارك لصندوق الاستثمار العقاري ARK في وي وورك، وقد غادر الشركة قبل أسبوع. انضم سيلفرشتاين إلى الشركة في خريف عام 2018 كخبير في صناعة العقارات في نيويورك. زعمت سيلفرشتاين أن خروجها لا علاقة له بالاكتتاب العام الأولي للشركة المتأخر. في 23 سبتمبر، ذكرت صحيفة واشنطن بوست أن أكبر مستثمر للشركة، سوفت بنك، أراد إقالة نيومان كرئيس تنفيذي لأنهم فقدوا ثقتهم في قيادته. 
في 24 سبتمبر 2019، تم إعلان أن آدم نيومان سيتنحى عن منصب الرئيس التنفيذي للشركة بسبب رد الفعل العكسي خلال عملية الاكتتاب العام. في بيان، أجاب نيومان، «على الرغم من أن أعمالنا لم تكن أبدًا أقوى، فقد أصبح التدقيق الموجه نحوي في الأسابيع الأخيرة تصرفًا مهمًا، وقد قررت أنه من مصلحة الشركة التنحي كرئيس تنفيذي».
بلغت قيمة حزمة خروج نيومان 1.7 مليار دولار أمريكي، منها 970 مليون دولار لأسهمه المتبقية، ورسوم استشارية بقيمة 185 مليون دولار و 500 مليون دولار كائتمان لمساعدته على سداد قروضه إلى جيه بي مورغان تشيس.

## عمليات الاستحواذ والاستثمارات
CASE ، هي شركة تكنولوجيا العقارات والبناء، كانت أول عملية استحواذ لشركة وي وورك في عام 2015.
في أكتوبر 2017، أعلنت الشركة عن استحواذها على مدرسة Flatiron ، وهي مدرسة ترميز تقدم دروسًا عبر الإنترنت ولها موقع في مانهاتن.
خلال سلسلة B البالغة تكلفتها 32 مليون دولار من مساحة العمل المشتركة الوحيدة للمرأة، The Wing ، وي وورك ساهمت بجزء من الصندوق.
وي وورك استحوذت على ميتوب في نوفمبر تشرين الثاني عام 2017،  وشركة كونداكتور مارس 2018. 
في أبريل 2018، تم الإعلان عن دمج وي وورك لعملياتها في الصين مع المنافس المحلي Naked Hub. في وقت لاحق، في آب / أغسطس وأيلول / سبتمبر 2018، استحوذت وي وورك على Designation ، وهي مدرسة تصميم هادفة للربح،  و Teem ، شركة برمجيات لإدارة المكاتب.
في مايو 2018، استحوذت وي وورك على MissionU ، وهي كلية بديلة مصممة بذاتها، في صفقة شاملة بقيمة 4 ملايين دولار. تم إنهاء MissionU بعد ذلك بوقت قصير ولم يتم فرض رسوم على الطلاب. كجزء من الصفقة، تم إرجاع النقود من MissionU إلى مستثمريها. تم الإبلاغ عن أن عملية الاستحواذ كانت عبارة عن «توظيف مؤهل» كرئيس تنفيذي لشركة MissionU ، لتصبح مدير العمليات في برنامج WeGrow لرياض الأطفال، WeGrow.
في أبريل 2019، استحوذت وي وورك على Managed by Q ، وهي منصة يمكن للمستأجرين من المكاتب استخدامها لتوظيف مقدمي الخدمات (مثل أطقم التنظيف، وموظفي الاستقبال، وموظفي دعم الفني لتكنولوجيا المعلومات، إلخ.).
في أغسطس 2019، اشترت وي وورك شركة Spacious ، وهي شركة تستأجر مساحات غير مستخدمة من المطاعم خلال ساعات النهار ثم تقوم بتأجير هذه المساحة للعاملين المتنقلين. لم يتم الكشف عن سعر الاستحواذ، ولكن Spacious قد جمعت حوالي 9 ملايين دولار في تمويل الأسهم الخاصة.

## المشاريع

### Rise by We
Rise (المعروف سابقًا باسم WeWork Wellness) هو مفهوم رياضي فاخر، متوفر حاليًا فقط في موقع وي وررك مانهاتن. تتألف المساحة من مساحة معسكر للإقلاع مزودة بمعدات تمارين القلب ومنطقة للملاكمة ومنطقة تدريب عامة ومنتجع صحي واستوديو لليوغا. كما يستضيف دروسًا في اللياقة البدنية ويقدم جلسات تدريب شخصية. 

### وي قرو WeGrow
أعلنت WeGrow في نوفمبر 2017 عن الافتتاح المخطط لها في خريف عام 2018، وهي مدرسة خاصة للأطفال الذين تتراوح أعمارهم بين 3 سنوا إلى طلاب في الصف 4. كان الموقع الدائم الأول في مقر وي وورك بنيويورك.
في سبتمبر 2019، أعلن أن ربيكا نيومان ستتنحى عن منصب الرئيس التنفيذي لشركة WeGrow وسوف تتخلى عن دورها في WeCompany. 

### وي لايف WeLive
أطلقت وي وورك مشروع «العيش المشترك» المنفصل ولكنه متصل باسم WeLive في عام 2016. تطبق WeLive نفس المبدأ الأساسي المطبق على وي وورك على الإسكان، حيث يقدم شققًا مؤجرة مجمعة مع عدد من المساحات والخدمات المشتركة، مثل التنظيف والطهي والغسيل، بالإضافة إلى الأنشطة والفعاليات الجماعية. أول اختبار للمفهوم الذي تم إطلاقه في مدينة نيويورك وفي مدينة كريستال بولاية فرجينيا، بالقرب من مطار رونالد ريغان الوطني في منطقة واشنطن العاصمة. ذكرت الوثائق الداخلية المسربة من عام 2014 أنه من المتوقع أن تشكل هذه الشركة 21٪ من إيرادات وي وورك بحلول عام 2018. وبحلول نهاية عام 2016، كانت WeLive قد ألغت معظم الدعم على مساحاتها في مدينة نيويورك بموجب ترتيب «الأصدقاء والعائلة» الذي قام بتخفيض الإيجارات بنسبة 15٪ إلى 20٪. تشمل المنافسين لـ WeLive Common ، ومقرها في نيويورك، وهوبهاوس، ومقرها في سان فرانسيسكو.

## تقييم
في يناير 2019، تم تقييم الشركة بمبلغ 47 مليار دولار، ولكن بحلول سبتمبر عندما تم التخطيط للاكتتاب العام وتأجيله، تم تخفيض التقييم إلى 10-12 مليار دولار، أي أقل من 12.8 مليار دولار التي جمعتها منذ عام 2010.  طوال الربع الرابع من عام 2019، استمرت القيمة السوقية المقدرة من وي وورك في الانخفاض جزئيًا بسبب العديد من التحقيقات حول سلوك Neumann وممارساته التجارية، بالإضافة إلى حالة الشركة غير المربحة وعدم وجود إستراتيجية واضحة لتحقيق الربحية في المستقبل. 
في عام 2018، تضاعفت خسائر وإيرادات وي وورك. وفقًا لـ " فاينانشيال تايمز" ، فقد خسرت الشركة 219,000 دولار كل ساعة في كل يوم من مارس 2018 إلى مارس 2019. 
وي وورك في 24 أغسطس 2019 SEC تقديم تنص على أن الشركة تواجه خطرا كبيرا في حال حدوث انكماش اقتصادي: «... لدينا حتى الآن لتجربة الانكماش الاقتصادي العالمي منذ تأسيس أعمالنا»، و «الانكماش الاقتصادي أو انخفاضات في قد تؤدي إيجارات السوق إلى زيادة إنهاء العضوية وقد تؤثر سلبًا على نتائج عملياتنا»،  لأن الشركة لديها 47 مليار دولار من التزامات الإيجار المستقبلية و 4 مليارات دولار فقط من التزامات الإيجار المستقبلية.
في نوفمبر 2023 طلبت شركة "وي ورك" (WeWork) للحماية من الإفلاس ذروة ملحمة استمرت فصولها لسنوات، وكشفت عن نقاط ضعف مذهلة في أسلوب الاستثمار الذي اتبعه الملياردير الياباني ماسايوشي سون، ما أضر بسمعته المهنية إلى ما هو أبعد من الأموال التي خسرها.

## دعاوى قضائية
اعتبارًا من يونيو 2019، كان ثلاثة من المديرين التنفيذيين السابقين في مراحل مختلفة من رفع دعاوي ضد وي وورك، أحدها يدعي التمييز على أساس السن، والآخرى ادعاءات التحرش الجنسي التي أدت إلى الانتقام، وأيضا دعوى بأن النساء يحصلن على أجر أقل.
في أكتوبر 2019، أقام Medina Bardhi ، كبير المستشارين السابق لآدم نيومان، دعوى قضائية ضد The We Company بسبب مزاعم مختلفة بما في ذلك فجوة الأجور بين الجنسين، واستخدام الماريجوانا من قبل المديرين التنفيذيين للشركة، والتمييز ضد الحمل.

## وصلات خارجية
- الموقع الرسمي